# Armenië

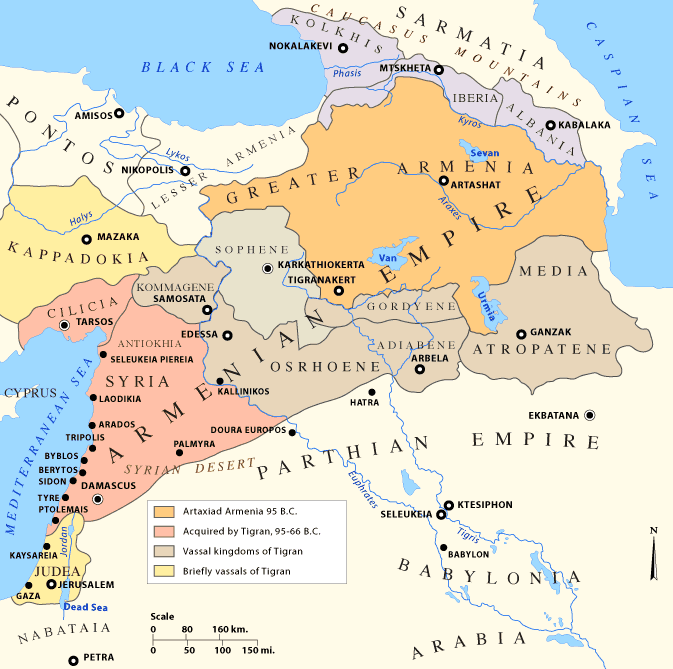
Het Armeense koninkrijk op zijn grootst onder Tigranes de Grote van 95 v.Chr.-66 v.Chr.

Armenië (Armeens: Հայաստան, Hajastan), officieel de Republiek Armenië (Armeens: Հայաստանի Հանրապետություն, Hajastani Hanrapetut῾jun), is een bergachtig land in de Zuidelijke Kaukasus, gelegen in het noordoostelijke deel van het Armeens Hoogland.
Geografisch gezien behoort het land tot Azië, maar in culturele en historische zin beschouwt het zich als behorend tot Europa en noemt zich (net als Georgië) een Europees land.
Armenië is sinds 2001 lid van de Raad van Europa. Het land grenst aan Georgië, Azerbeidzjan, Iran en Turkije. De grenzen met Azerbeidzjan en Turkije zijn gesloten vanwege een conflict over Nagorno-Karabach.

## Geschiedenis

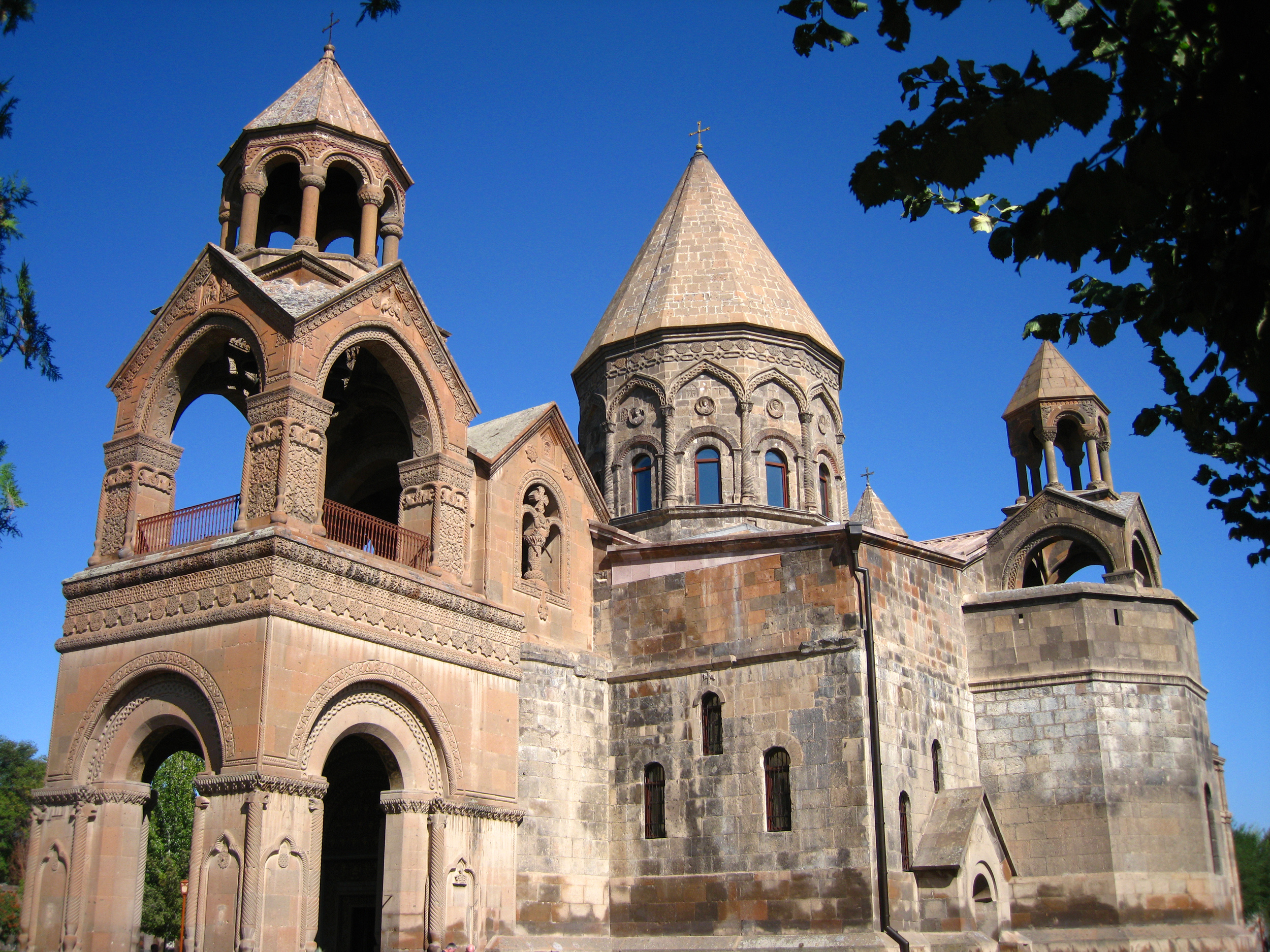
Kathedraal van Etsjmiadzin de oudste kathedraal ter wereld

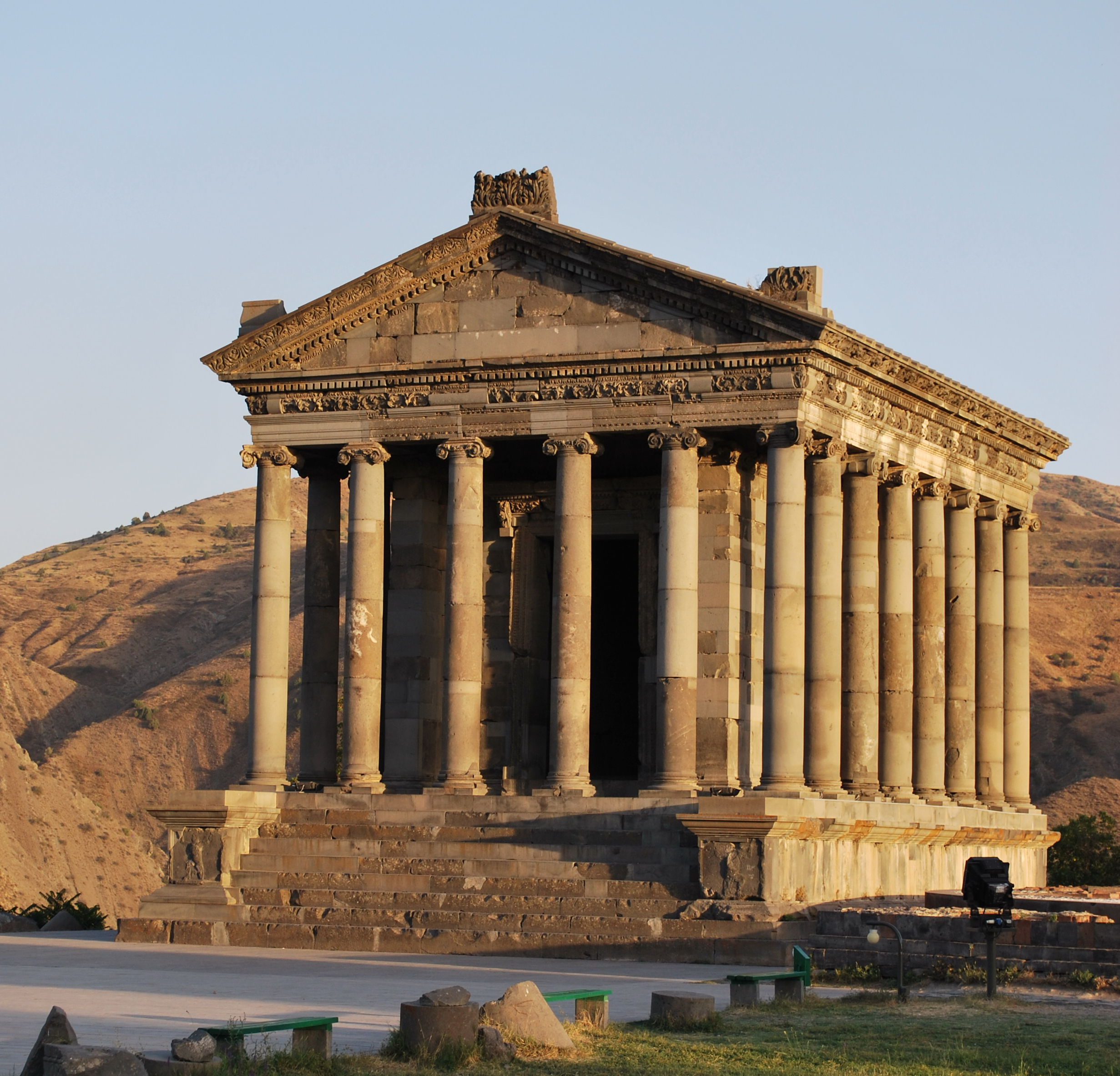
De tempel van Garni (1e eeuw n.Chr.)

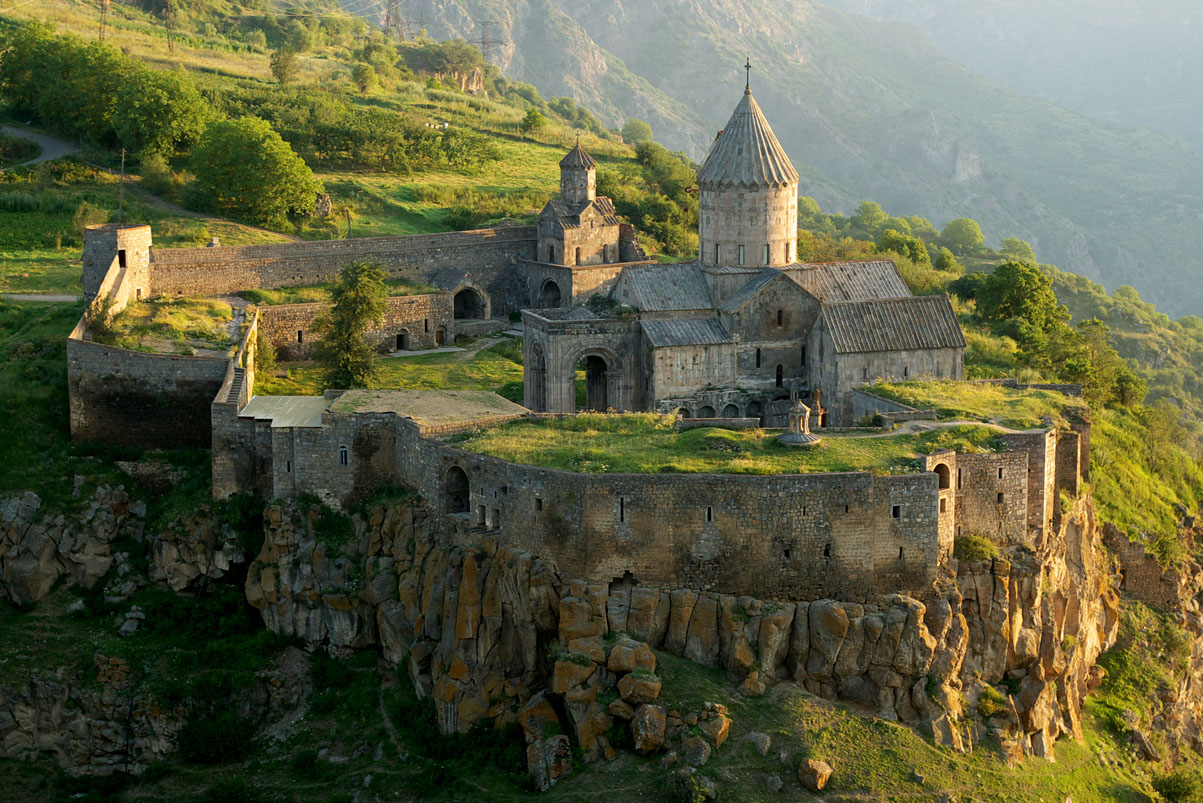
Het bergklooster van Tatev (in Syunik)

Armenië is een van de oudste landen ter wereld en omvatte oorspronkelijk een veel groter gebied dan nu. Armenië was vroeger een koninkrijk en was op zijn grootst onder koning Tigran de Grote (95 v.Chr.-66 v.Chr). Hij stichtte de stad Tigranocerta als hoofdstad van zijn rijk. Het rijk strekte zich uit over de Kaspische Zee tot aan de Middellandse Zee. In 165 kwam de Armeense onafhankelijkheid ten einde en werd het koninkrijk een vazalstaat van het Romeinse Rijk. Armenië was in 301 het eerste land ter wereld dat het christendom als staatsreligie aannam.
Armenië is meerdere malen in zijn geschiedenis geannexeerd door buitenlandse rijken, zoals door dat van de Meden, Achaemeniden, Seleuciden, Sassaniden en verscheidene Arabische en Turkse machten zoals het Kalifaat van de Rashidun en door de Seltsjoeken. Armenië wist zich meerdere malen vrij te vechten. In 451 kwam Armenië, onder de leiding van Vardan Mamikonian, in opstand tegen het Perzische Rijk. Het lukte de Armeniërs om zich weer onafhankelijk te verklaren nadat ze de Perzen versloegen in de Slag bij Vartanantz. De geschiedenis herhaalde zich in de 9e eeuw; dit keer wist Armenië zich vrij te vechten tegen de Arabieren. Armenië werd weer een zelfstandig koninkrijk onder de Bagratuni. De toenmalige hoofdstad van Armenië, Ani, werd in 1064 aangevallen door de Turken en Mongolen. Tijdens deze invasie werd het land verwoest, waarbij veel Armeniërs westwaarts vluchtten, dat wil zeggen naar de oostelijke delen van Anatolië. In het zuiden van Anatolië stichtten de Armeniërs het koninkrijk Cilicisch Armenië. Dit rijk was het laatste Armeense rijk dat stand hield tot de 14e eeuw. In 1454 was Armenië politiek verdeeld tussen de Turken en de Perzen.
In de 19e eeuw kwam een groot deel van Armenië, namelijk dat wat tot dusver onder het Perzische Rijk viel, onder militair gezag van het Russische Rijk. Tijdens de Eerste Wereldoorlog in 1915 vond in het Ottomaanse (Turkse) deel van Armenië de Armeense genocide plaats. De motieven lagen in de samenwerking die Armeense bevrijdingsorganisaties langere tijd zochten met Rusland. Al sinds de eerste razzia's van de Ottomaanse autoriteiten tegen Armeniërs in de loop van de jaren negentig in de 19de eeuw, waren velen van hen over de Russische grenzen gevlucht, en in 1916 kwamen Russische groepen die grens over om delen van Ottomaans Armenië te bezetten, of vanuit Armeens oogpunt te bevrijden. Die bezetting moest opgegeven worden toen de socialistische revolutie in Rusland uitbrak. Turkse milities kwamen daarop in actie om wraak te nemen op Armeense 'landverraders'. Dat gebeurde in een massale etnische zuivering, wat ontaardde in een genocide die vooral vrouwen en kinderen trof omdat de Armeense mannen waren opgeroepen en geïnterneerd voor de dienstvervulling in het Ottomaanse leger. Armeniërs die op de vlucht gingen vanuit het noordelijk deel van Armenië zochten hun toevlucht vooral over de grens met Rusland. De Armeniërs uit centraal en oostelijk Anatolië werden naar de Syrische woestijn gedreven, waar velen van hen omkwamen terwijl de overlevenden hun toevlucht zochten in Libanon, Palestina, Griekenland, Frankrijk en de Verenigde Staten Tijdens de genocide werden 1,5 miljoen Armeniërs vermoord door milities die daartoe de middelen kregen van hoge bestuurders en militairen. Het te confisqueren bezit en de grond van de Armeniërs zou hun loon worden. De Jong-Turken onder de officieren wilden Turkije redden uit de ineenstorting van het Ottomaanse Rijk en als een moderne natiestaat herscheppen, dat wil zeggen met een homogene Turkse bevolking.
In 1918 vormde Armenië samen met Georgië en Azerbeidzjan de Transkaukasische Democratische Federatieve Republiek. Deze federatie was een kort leven beschoren en viel na vijf weken uit elkaar toen de Democratische Republiek Georgië de onafhankelijkheid uitriep. Op 28 mei 1918 werd de Republiek Armenië uitgeroepen. In 1920 veroverde het Rode Leger het land en werd de Armeense Socialistische Sovjetrepubliek (SSR) uitgeroepen. Bij het Verdrag van Moskou in maart 1921 sloten de Russische SFSR en de nieuwe republiek Turkije vrede en werd een grens overeengekomen die de provincie Kars aan Turkije gaf. De laatste Armeniërs vertrokken uit Turks geworden gebied en Turken en Koerden werden uit Sovjet bestuurd gebied gezet. In 1922 werd de Armeense SSR samen met de Azerbeidzjaanse en Georgische SSRs opgenomen in de Transkaukasische Socialistische Federatieve Sovjetrepubliek (SFSR), die onderdeel werd van de Sovjet-Unie. In 1936 werd de Transkaukasische SFSR opgeheven en werd de Armeense SSR een unierepubliek.
In december 1988 vond er een zware aardbeving plaats in het noorden van het land. Eerder in dat jaar ontstond er een conflict met Azerbeidzjan over Nagorno-Karabach, een autonome regio binnen Sovjet-Azerbeidzjan die grotendeels door Armeniërs bewoond werd. Op 23 augustus 1990 verklaarde Armenië zich onafhankelijk van de Sovjet-Unie. In 1991 riep ook Nagorno-Karabach de onafhankelijkheid uit. Tijdens de oorlog om dit gebied en daaropvolgende decennia werd Nagorno-Karabach door Armenië politiek en militair ondersteund.  Op 21 december 1991 sloot Armenië zich aan bij het door Rusland gedomineerde Gemenebest van Onafhankelijke Staten en op 2 maart 1992 werd het lid van de Verenigde Naties. Op 25 januari 2001 sloot Armenië zich aan bij de Raad van Europa. Omdat Armenië geen vrienden onder zijn nabuurstaten had, bleef het afhankelijk van Rusland, wat zich ook uitte in Russische militaire aanwezigheid.
Armenië leed ernstige economische schade als gevolg van een blokkade door Turkije en Azerbeidzjan. In de jaren 90 van de 20e eeuw vond op grote schaal emigratie plaats. Volgens de officiële cijfers vertrok een tiende deel van de bevolking, maar andere bronnen spreken van een kwart. Voor het heropenen van de grens met Armenië stelde Turkije jarenlang als eis dat Armenië niet langer internationale erkenning van de Armeense genocide zou zoeken, zou afzien van territoriale claims ten opzichte van Oost-Anatolië (westelijk Armenië) en dat Armeense strijdkrachten zich zouden terugtrekken uit de 'bezette gebieden' rond Nagorno-Karabach (Opper-Karabach). Toen het er in 2009 op leek dat er daadwerkelijk vooruitgang in de onderhandelingen tussen Armenië en Azerbeidzjan waren, gingen Turkije en Armenië overleggen over een normaliseringsovereenkomst. Op 10 oktober 2009 ondertekenden Armenië en Turkije een protocol, waarmee beide landen een einde maakten aan de jarenlange onderlinge spanningen. Daarbij gingen beide landen diplomatieke betrekkingen aan. Het protocol moest evenwel nog door de parlementen van beide landen geratificeerd worden. De bedoeling ervan was dat de Turks-Armeense grens weer opengesteld zou worden. De Turkse premier Recep Tayyip Erdoğan stelde dat het Turkse parlement niet tot de ratificatie zou overgaan zolang Armenië zich niet terugtrekt uit Nagorno-Karabach.
Als gevolg van de oorlog in Nagorno-Karabach in 2020 moest Armenië zich grotendeels terugtrekken uit de Azerbeidzjaanse delen rond Nagorno-Karabach, waarna een nieuw normalisatieproces op gang kwam met Turkije. In 2022 maakte het Armeense ministerie van Buitenlandse Zaken bekend dat de landsgrens met Turkije op termijn zou opengaan voor burgers van derde landen. Als gevolg van de Azerbeidzjaanse aanval op Nagorno-Karabach in 2023 werd het gebied ontvolkt van Armeniërs en herstelde Azerbeidzjan haar gezag over het gebied.

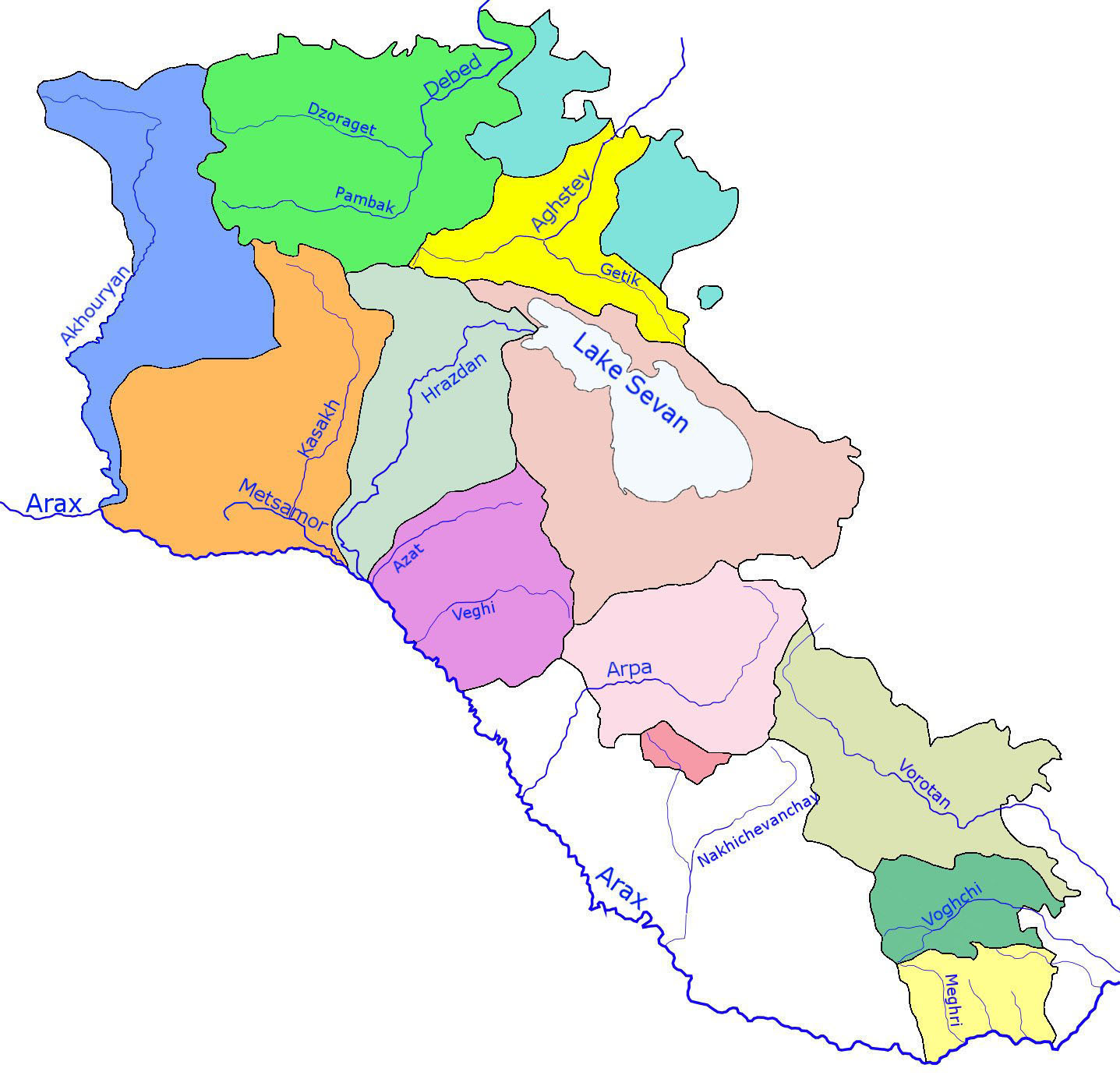
Rivieren van Armenië

## Geografie
Armenië ligt in de Zuidelijke Kaukasus en is een land dat in zijn geheel aan geen enkele zee ligt. De lengte van de landsgrenzen bedraagt 1254 km: 787 km met Azerbeidzjan (waarvan 221 km met de exclave Nachitsjevan), 164 km met Georgië, 35 km met Iran en 268 km met Turkije.
Het land heeft een oppervlakte van 29.743 km². Van het uiterste noordwesten naar het zuidoosten is de maximale afstand 360 km hemelsbreed en van oost naar west zo'n 200 km. Het gebied is voornamelijk bergachtig en iets meer dan 10% van het land is met bos bedekt. De Aragats is met 4095 meter de hoogste berg van het land en het diepste punt ligt nog altijd 375 meter boven het zeeniveau. De grootste rivieren zijn de Araks, de Debed en de Hrazdan. Het grootste meer van Armenië is het Sevanmeer (Sevana Litj). Het heeft een oppervlakte van 1280 km² en ligt op 1900 meter hoogte. Sev is het op een na grootste meer, die met een oppervlakte van 2 km² veel kleiner is.

### Steden

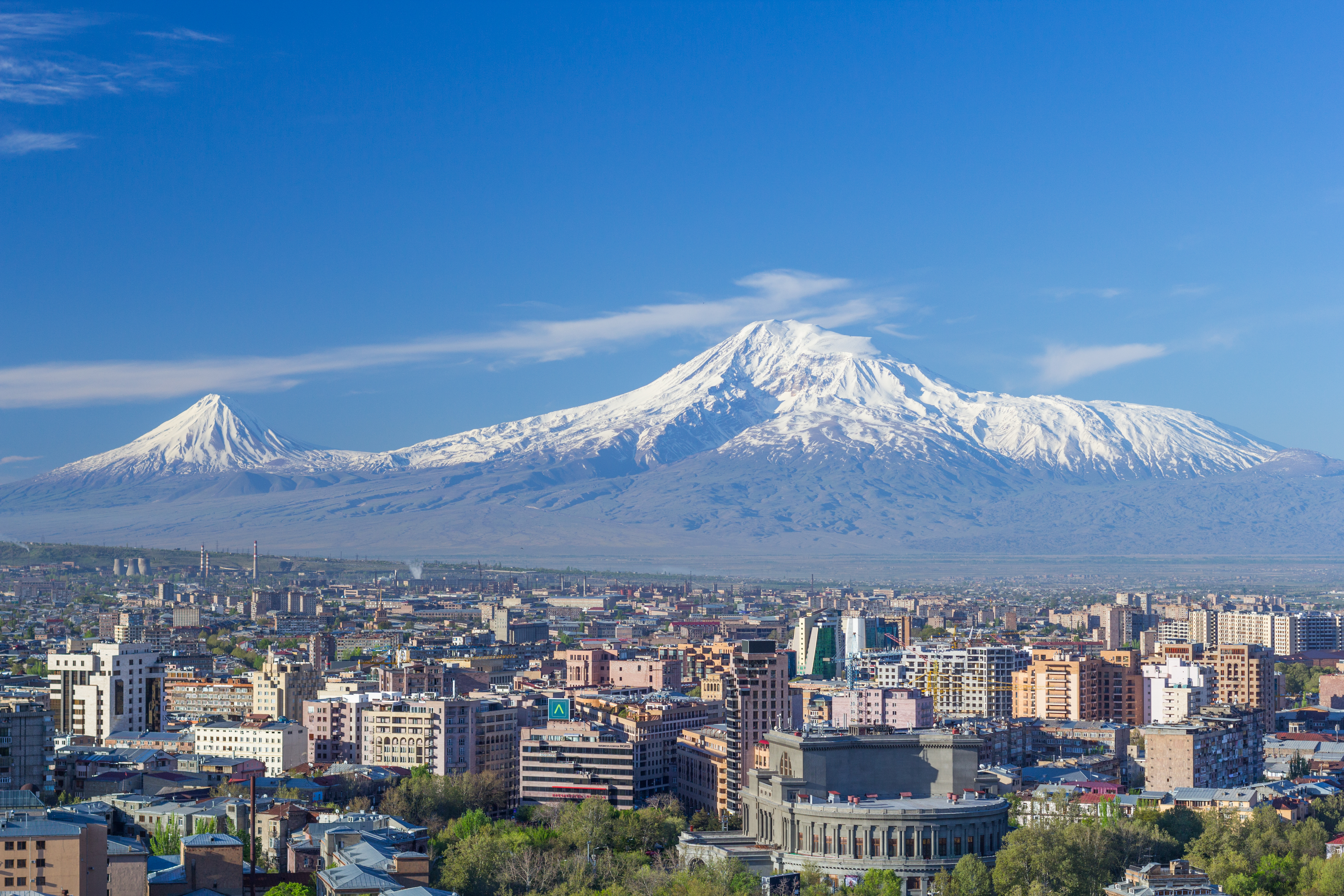
Zicht op de berg Ararat vanuit de hoofdstad Jerevan.

De tien grootste steden van Armenië waren volgens de volkstelling van 2001:
| Plaats      | Armeens  | Inwoners  |
| ----------- | -------- | --------- |
| Jerevan     | Երևան    | 1.091.235 |
| Gjoemri     | Գյումրի  | 140.318   |
| Vanadzor    | Վանաձոր  | 93.823    |
| Etsjmiadzin | Էջմիածին | 51.280    |
| Hrazdan     | Հրազդան  | 43.926    |
| Abovyan     | Աբովյան  | 38.876    |
| Kapan       | Կապան    | 34.656    |
| Armavir     | Արմավիր  | 28.733    |
| Ararat      | Արարատ   | 26.175    |
| Gavar       | Գավառ    | 23.302    |

## Bestuurlijke indeling
Armenië kent naast de centrale overheid ook andere bestuurslagen, territoriale onderdelen waar regels vastgesteld en/of beslissingen worden genomen over bepaalde gebieden en/of hun bewoners. Het betreft de volgende bestuurslagen:
| Bestuurslagen                                                          | Bestuurslagen           | Bestuurslagen                                    | Bestuurslagen                                                 | Bestuurslagen |
| ---------------------------------------------------------------------- | ----------------------- | ------------------------------------------------ | ------------------------------------------------------------- | ------------- |
| centraal niveau                                                        | centraal niveau         | lokaal niveau                                    | stadsdeelniveau                                               |               |
| Republiek Armenië - Հայաստանի Հանրապետություն Hajastani Hanrapetut῾jun |                         | municipaliteit - Քաղաքապետարան, k’aghak’apetaran | administratief districten - վարչական շրջան, varch’akan shrjan |               |
| Republiek Armenië - Հայաստանի Հանրապետություն Hajastani Hanrapetut῾jun | provincies - մարզ, marz | gemeenschappen - համայնք, hamaynk                | gemeenschappen - համայնք, hamaynk                             |               |
| 1. 2. 3. 4.                                                            |                         |                                                  |                                                               |               |

Armenië is onderverdeeld in 11 provincies (marzer, enkelvoud: մարզ marz). De provincies zijn:
- Aragatsotn
- Ararat
- Armavir
- Gecharkoenik
- Jerevan
- Kotajk

- Lori
- Sjirak
- Sjoenik
- Tavoesj
- Vajots Dzor

## Bevolking

### Demografie

Aantal inwoners tussen 1949 en 2007

Het inwoneraantal van Armenië is 3.021.324 (2020) en de bevolkingsdichtheid is 101,6/km² (2020). Sinds de onafhankelijkheid van Armenië krimpt het inwoneraantal. De netto-aanwas, geboorten minus overledenen, van de bevolking is laag en verder is sprake van een emigratieoverschot. Ongeveer 36% van de bevolking woonde in 2020 op het platteland en nagenoeg hetzelfde aandeel woont in de hoofdstad.
| Volkstellingsjaar         | Inwoners  |
| ------------------------- | --------- |
| 1926                      | 880.464   |
| 1939                      | 1.282.338 |
| 1959                      | 1.763.048 |
| 1970                      | 2.491.873 |
| 1979                      | 3.037.259 |
| 1989                      | 3.304.776 |
| 2001                      | 3.002.594 |
| 2011                      | 2.871.771 |
| 2020                      | 3.021.324 |
| Tot 1989 van Armeense SSR |           |

### Bevolkingsgroepen
Volgens de laatste census van 2011 woonden er in Armenië 98,1% Armeniërs, 1,2% Koerden (Jezidi's) en er was een kleine restgroep van 0,7%, waarvan het merendeel Russen.
| Etnische groep                                                                  | volkstelling 19261 | volkstelling 19261 | volkstelling 19392 | volkstelling 19392 | volkstelling 19593 | volkstelling 19593 | volkstelling 19704 | volkstelling 19704 | volkstelling 19795 | volkstelling 19795 | volkstelling 19896 | volkstelling 19896 | volkstelling 20017 | volkstelling 20017 | volkstelling 20118 | volkstelling 20118 |
| Etnische groep                                                                  | Aantal             | %                  | Aantal             | %                  | Aantal             | %                  | Aantal             | %                  | Aantal             | %                  | Aantal             | %                  | Aantal             | %                  | Aantal             | %                  |
| ------------------------------------------------------------------------------- | ------------------ | ------------------ | ------------------ | ------------------ | ------------------ | ------------------ | ------------------ | ------------------ | ------------------ | ------------------ | ------------------ | ------------------ | ------------------ | ------------------ | ------------------ | ------------------ |
| Armeniërs                                                                       | 743.571            | 84,5               | 1.061.997          | 82,8               | 1.551.610          | 88,0               | 2.208.327          | 88,6               | 2.724.975          | 89,7               | 3.083.616          | 93,3               | 3.145.354          | 97,9               | 2.961.801          | 98,1               |
| Jezidi's                                                                        | 12.237             | 1,4                | 20.481             | 1,6                | 25.627             | 1,5                | 37.486             | 1,5                | 50.822             | 1,7                | 56.127             | 1,7                | 40.620             | 1,3                | 35.308             | 1,2                |
| Koerden                                                                         | 2.973              | 0,3                | 20.481             | 1,6                | 25.627             | 1,5                | 37.486             | 1,5                | 50.822             | 1,7                | 56.127             | 1,7                | 1.519              | 0,0                | 2.162              | 0,1                |
| Russen                                                                          | 19.548             | 2,2                | 51.464             | 4,0                | 56.464             | 3,2                | 66.108             | 2.7                | 70.336             | 2,3                | 51.555             | 1,6                | 14.660             | 0,5                | 11.911             | 0,4                |
| Arameeërs                                                                       | 2.215              | 0,3                | 3.280              | 0,3                | 4.326              | 0,2                | 5.544              | 0,2                | 6.183              | 0,2                | 5.963              | 0,2                | 3.409              | 0,1                | 2.769              | 0,1                |
| Oekraïners                                                                      | 2.286              | 0,3                | 5.496              | 0,4                | 5.593              | 0,3                | 8.390              | 0,3                | 8.900              | 0,3                | 8.341              | 0,3                | 1.633              | 0,1                | 1.176              | 0,0                |
| Grieken                                                                         | 2.980              | 0,3                | 4.181              | 0,3                | 4.976              | 0,3                | 5.690              | 0,2                | 5.653              | 0,2                | 4.650              | 0,1                | 1.176              | 0,0                | 900                | 0,0                |
| Georgiërs                                                                       | 274                | 0,0                | 652                | 0,1                | 816                | 0,0                | 1.439              | 0,1                | 1.314              | 0,0                | 1.364              | 0,0                | 694                | 0,0                | 617                | 0,0                |
| Azeri's                                                                         | 76.870             | 8,7                | 130.896            | 10,2               | 107.748            | 6,1                | 148.189            | 5,9                | 160.841            | 5,3                | 84.860             | 2,6                | 29                 | 0,0                |                    |                    |
| Joden                                                                           | 335                | 0,0                | 512                | 0,0                | 1.024              | 0,1                | 1.047              | 0,0                | 959                | 0,0                | 720                | 0,0                | 109                | 0,0                | 127                | 0,0                |
| overig                                                                          | 18.001             | 2,0                | 3.379              | 0,3                | 4.864              | 0,3                | 9.653              | 0,4                | 7.276              | 0,2                | 7.580              | 0,2                | 3.808              | 0,1                | 1.983              | 0,1                |
| Armenië (totaal)                                                                | 880.464            | 880.464            | 1.282.338          | 1.282.338          | 1.763.048          | 1.763.048          | 2.491.873          | 2.491.873          | 3.037.259          | 3.037.259          | 3.304.776          | 3.304.776          | 3.213.011          | 3.213.011          | 3.018.854          | 3.018.854          |
| 1 Bron: . 2 Bron: . 3 Bron: . 4 Bron: . 5 Bron: . 6 Bron: . 7 Bron: . 8 Bron: . |                    |                    |                    |                    |                    |                    |                    |                    |                    |                    |                    |                    |                    |                    |                    |                    |

### Taal

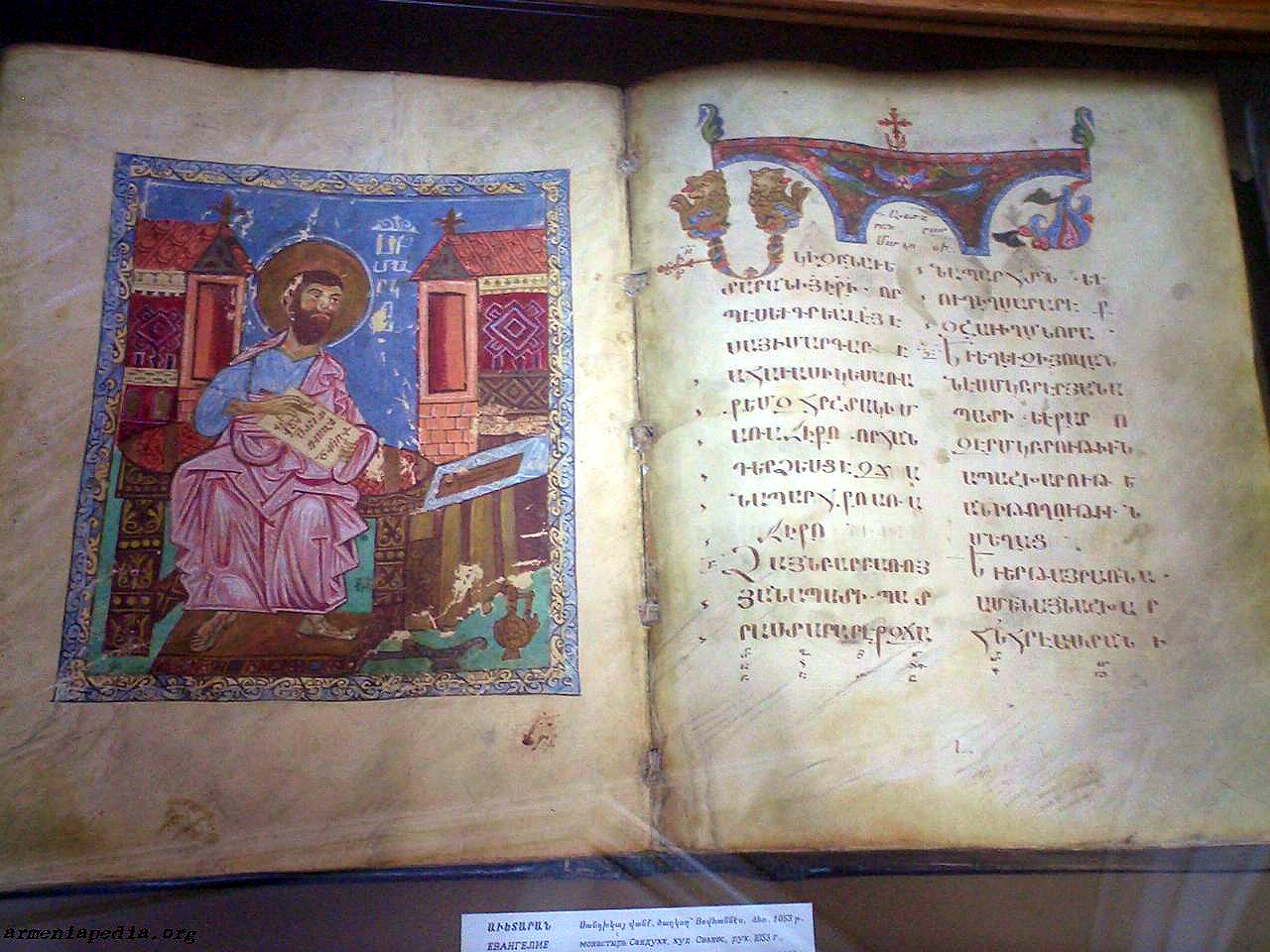
Armeens manuscript uit de 11e eeuw

De Armeense taal behoort tot de Indo-Europese talen, maar vormt binnen deze taalfamilie een onafhankelijke tak. De taal kent het Oost-Armeens dat voornamelijk in Armenië wordt gesproken en het West-Armeens dat door de diaspora wordt gesproken. Het Armeens wordt geschreven met een eigen alfabet dat in 405 ontworpen is door de monnik Mesrop Masjtots. In de eerste zeven eeuwen bestond het uit 36 letters, in de 12e eeuw zijn er twee letters aan toegevoegd.
Volgens de census van 2011 spreekt 97,9% van de Armeniërs als moedertaal Armeens, 1,0% Koerdisch en 1,1% een andere taal. Veel mensen spreken wel Russisch als tweede taal.

### Religie
Rond 301 bekeerde koning Tiridates III zich tot het christendom. Armenië werd daarmee het eerste land ter wereld dat het christendom tot staatsgodsdienst verhief.
92,6% van de inwoners van Armenië behoren tot de Armeens-Apostolische Kerk. Daarnaast is 1% aanhanger van andere christelijke kerkgenootschappen, onder meer de Russisch-Orthodoxe Kerk, de Armeens-Katholieke Kerk en protestantse kerkgenootschappen. In de diaspora zijn de patriarchen van Istanbul en Jeruzalem van groot belang. De Jezidi's maken 1,3% van de bevolking uit.

## Cultuur

### Kunst

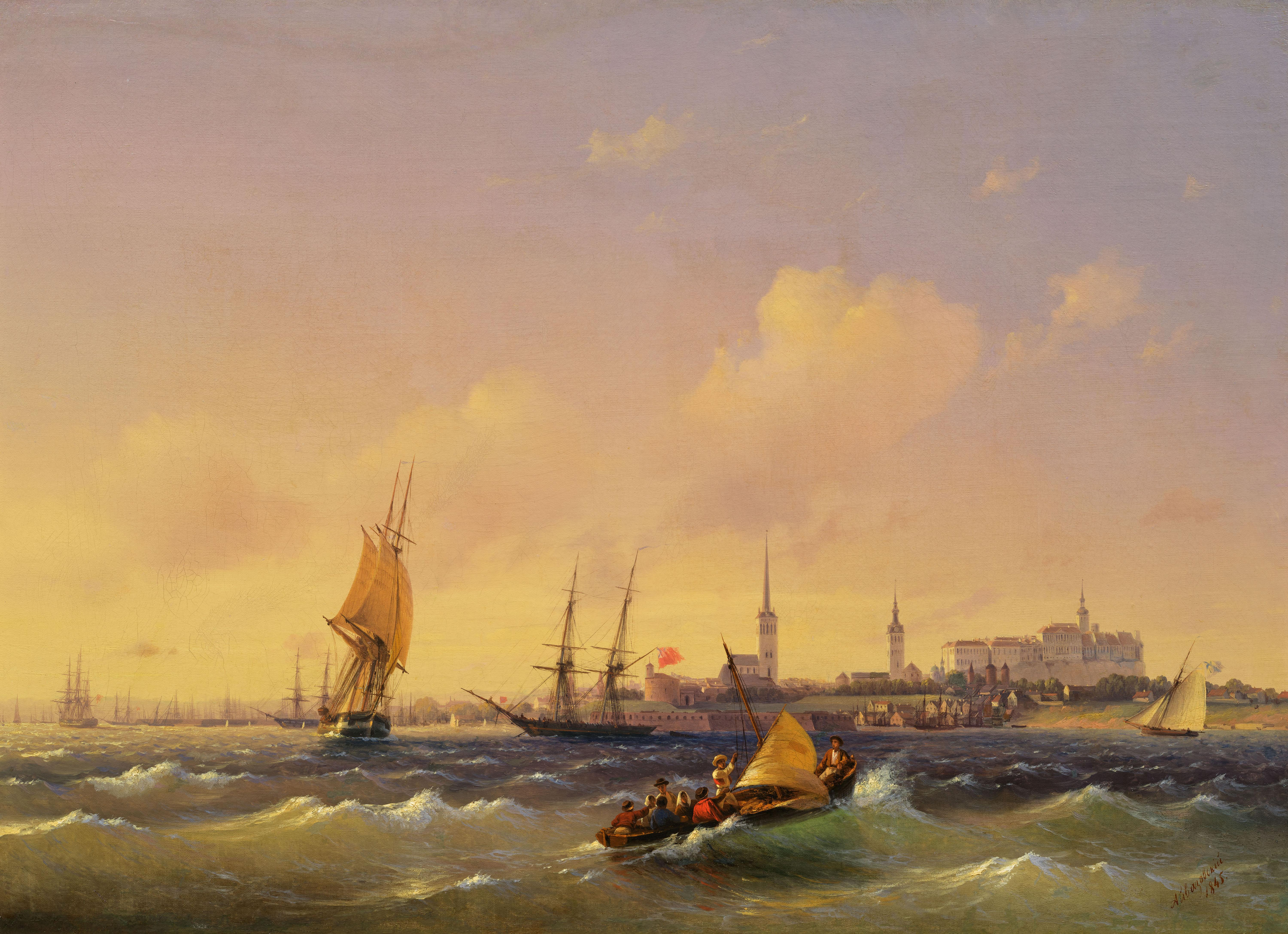
Een schilderij van Ivan Aivazovski

Armenië kent een kunstgeschiedenis die 4500 jaar teruggaat. In Armenië kom je veel vroegchristelijke bouwkunst tegen. Bekend zijn de traditionele chatsjkars. (Zie verder onder Bezienswaardigheden een lijst van bekendste vroegchistelijke gebouwen.)
Bekende Armeense kunstschilders zijn Martiros Sarian, Minas Avetisian, Gevorg Basjinjagian, Vardges Sureniants, Jervand Kotsjar en Hakob Hakobian. Daarnaast zijn bekende schilders als Ivan Aivazovski (Rusland), Arshile Gorky (Verenigde Staten), Jean Carzou (Frankrijk) van Armeense afkomst. Ivan Aivazovski was bijvoorbeeld een van de bekendste zeeschilders van zijn tijd en woonde in Feodosija. Zijn schilderijen zijn te vinden in door hem gestichte galerij in Feodosija, in het Russisch Museum in Sint-Petersburg, de Tretjakov-Galerij in Moskou het Nationaal Museum in Jerevan.

### Eten en drinken
Eten en drinken is een belangrijk onderdeel van het leven in Armenië. De Armeense keuken is gevarieerd en de gerechten worden bereid met verse ingrediënten. Traditionele specialiteiten zijn: lavash (zacht en dun brood), chechil (traditionele kaas),
kufta (rauwe vleesschotel, vergelijkbaar met tartaar), ghapama (pompoenstoofpot gevuld met gekookte rijst en gedroogd fruit), harissa (gerecht met gekookte kipfillet), dolma (met gehakt gevulde druivenbladeren of koolbladeren). Van de alcoholhoudende dranken wordt vooral lokaal geproduceerde cognac (de nationale sterke drank in Armenië), wodka en rode wijn geconsumeerd.

### Sport
Boksen, kickboksen, karate, worstelen en gewichtheffen zijn de belangrijke sporten in Armenië, alhoewel voetbal ook steeds populairder wordt. Jaarlijks worden er veel sporters uit Armenië Europees en wereldkampioen in diverse vecht- en krachtsporten. Schaken is een andere populaire (denk)sport in Armenië, zo zijn er veel grootmeesters van Armeense komaf. De succesvolste grootmeester die Armenië in zijn geschiedenis kende was Tigran Petrosjan. Hij was wereldkampioen van 1963 tot en met 1969.
Sinds 1999 worden voor Armeense burgers twee- en later vierjaarlijks de Pan-Armeense Spelen georganiseerd: Armeniërs in en buiten Armenië kunnen hieraan deelnemen.

## Economie

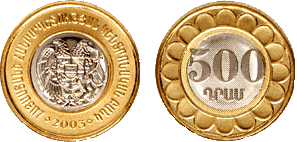
Armeense munten van 500 dram (ongeveer gelijkwaardig aan 1 euro)

Volgens de Economic Freedom Index staat Armenië in de wereldranglijst van 177 landen
op de 38ste plaats. De score voor economische vrijheid in 2013 is 69,4. Dat is een toename van 0,6 vergeleken met een jaar eerder.
Tussen 2010 en 2012 groeide de economie van het land jaarlijks circa 2,5%. Een belangrijke handelspartner van Armenië is het relatief kleine Israël. Armenië ontvangt 4,8% van zijn import uit Israël en exporteert 7,1% naar dit land.
- Munteenheid: dram; koers: € 1,00 ~ 420 AMD (3 november 2024)
- Bruto binnenlands product (koopkrachtpariteit): $64,43 miljard (2024), $21.746 per inwoner
- Werkloosheidspercentage: 13% (schatting 2024)
- Elektriciteitsverbruik: 4,194 miljard kWh (2005)

### Toerisme

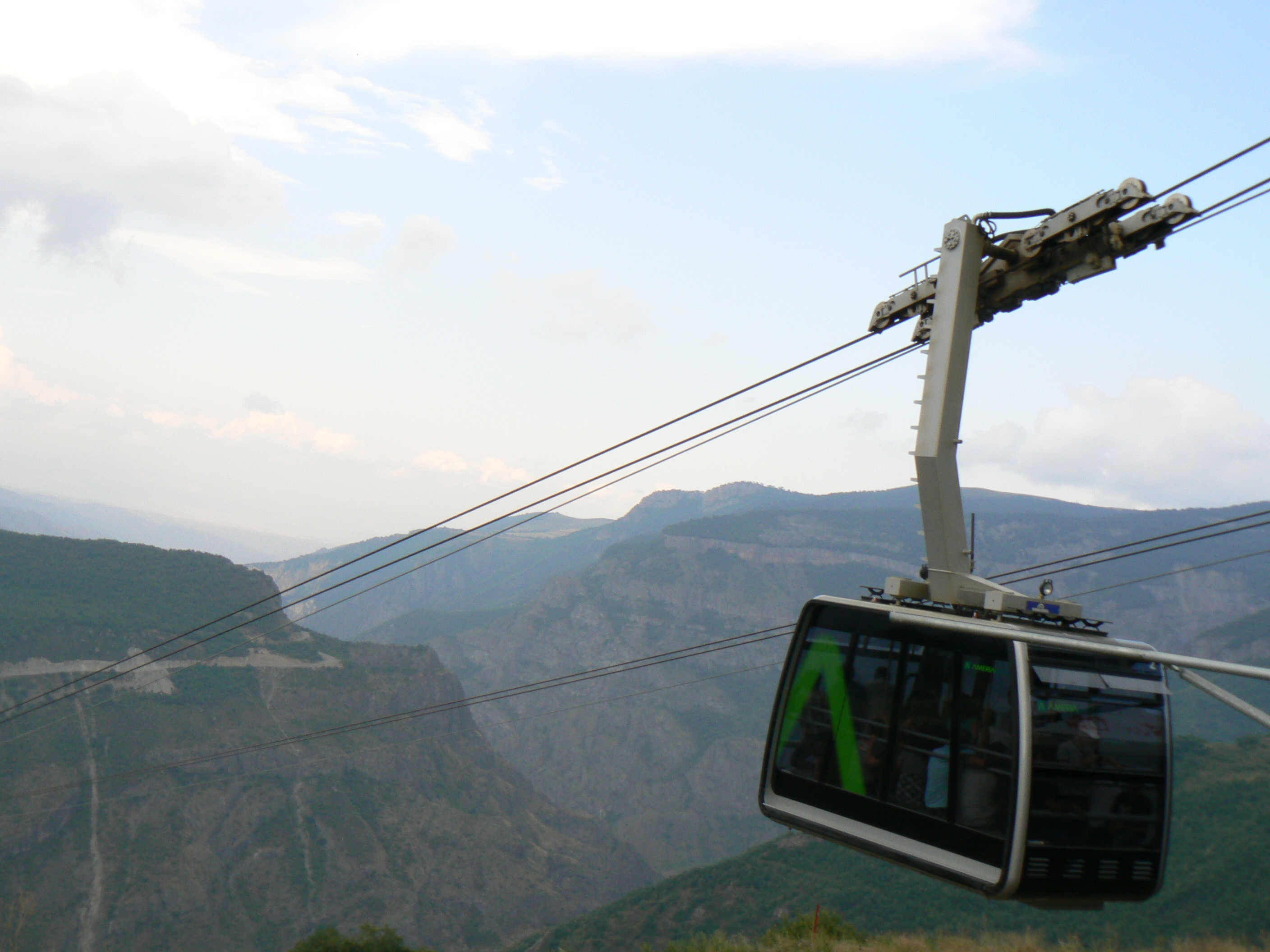
De langste kabelbaan ter wereld

Armenië wordt ieder jaar door ongeveer een half miljoen toeristen bezocht. De meeste toeristen zijn Armeniërs die in de diaspora leven. Daarnaast komen ook veel Iraniërs naar Armenië, sommigen vanwege (een zoektocht naar) hun Armeense identiteit, en voor anderen vormt het land een ontsnapping aan de strenge regels voor onder andere kleding in Iran. Armeense wijnen zijn tevens zeer populair in Noord-Iran, en vormen lucratieve smokkelwaar. Het noorden van Armenië is zeer groen en bergachtig, en was al voor sovjettijden een populaire bestemming. Tegenwoordig zijn de sovjet-resorts er vervangen door homestays en kleine hotels, en worden de kloosters en kerken gerestaureerd. Een groot deel van het gebied is tot nationaal park verklaard. In het zuiden van Armenië bevindt zich de langste kabelbaan ter wereld. De kabelbaan is 5,7 kilometer lang en een enkele reis duurt elf minuten. Armenië wil in de komende jaren meer toeristen aantrekken uit Europa. In 2012 bezochten 843.330 toeristen waarvan 21,8% uit landen van de voormalige Sovjet-Unie, 38,4% uit EU-landen en 39,8% uit overige landen.

## Politiek
- staatshoofd: president Vahagn Khachaturian (sinds 13 maart 2022)
- regeringsleider: premier Nikol Pasjinian (sinds 8 mei 2018)
- parlement: eenkamerparlement, 131 leden, termijn van 4 jaar
- Armenië kent algemeen stemrecht sinds 1919
- De kiesleeftijd is 18 jaar.

### Politieke partijen
- Partijen met zetelaantallen: Republikeinse Partij 40, Orinaz Jerkir Regel van de Wet 19, Gerechtigheid (Adartyun, verbond van oppositiepartijen) 15, Armeense Revolutionaire Vereniging 11, Nationale Eenheid 9, overige partijen 22, onafhankelijken 14, vacant 1.
- Regeringspartijen: Republikeinse Partij, Orinaz Jerkir, Armeense Revolutionaire Vereniging.

De 'Republikeinse Partij van Armenië' (Armeens: Hajastani Hanrapetakan Kusaktsutjun, HHK) is een conservatieve politieke partij. Ze was de eerste politieke partij in het onafhankelijke Armenië, gesticht op 2 april 1990 en geregistreerd op 14 mei 1991. Bij de verkiezingen van 25 mei 2003 kreeg de partij 23,5% van de stemmen, en behaalde daarmee 31 van de 131 zetels.
De partij 'Gerechtigheid' (Ardarutjun) is een progressieve electorale coalitie. Bij de verkiezingen van 25 mei 2003 kreeg de partij 13,6% van de stemmen, en behaalde daarmee 14 van de 131 zetels.
De partij 'Regel van de Wet' (Orinants Erkir) is een centrumpartij, geleid door Artur Baghdasarian. Bij de verkiezingen van 25 mei 2003 kreeg de partij 12,3 van de stemmen, en behaalde daarmee 19 van de 131 zetels.
De partij 'Armeense Revolutionaire Federatie' (ARF) (Hay Heghapochakan Dasjnaktsutjun, HJD) werd gesticht in Tiflis (Tbilisi in het huidige Georgië) in 1890 door Christapor Mikaelian, Stepan Zorian en Simon Zavarian. De partij is werkzaam in Armenië en in alle landen waar er Armeniërs wonen, onder meer in Libanon en in Nagorno-Karabach. De ARF is een socialistische partij en lid van de Socialistische Internationale. In het programma van deze partij ligt de klemtoon op educatieve en humanitaire projecten.

## Politieke situatie
Zowel bij de presidentsverkiezingen als bij de parlementsverkiezingen van 2003 was er zowel in binnen- als buitenland (OVSE en Raad van Europa) kritiek op het onvoldoende democratische karakter. Een grondwetswijziging die volgens de oppositie de macht van de president verder zou hebben uitgebreid, slaagde er bij een referendum niet in het quorum van voorstemmen van 1/3 van de bevolking te bereiken.
In de buitenlandse politiek en economie is Armenië sterk van Rusland afhankelijk, maar zoekt thans ook toenadering tot de Verenigde Staten. De economische groei is sterk toegenomen met 13,9% in 2005. Sinds 1 januari 2006 behoort Armenië tot de groep van ‘middle income countries’. Mede vanwege de gemeenschappelijke historische kenmerken en de geopolitieke ligging te midden van een overwegend islamitische regio heeft het land een goede relatie met Israël.
In 2008 werd Serzj Sarkisian de president van Armenië, een functie die hij tien jaar zou bekleden. Tijdens zijn ambtsperiode paste hij de Armeense grondwet aan, waardoor het presidentschap een ceremoniële functie kreeg en de macht bij de premier kwam te liggen. Nadat Sarkisian in april 2018, conform de grondwet, zijn functie als president na twee ambtstermijnen moest neerleggen, werd hij meteen benoemd tot premier. Deze ontwikkelingen leidden echter tot straatprotesten in de hoofdstad Jerevan. Na een week van protest en nadat (ongewapende) soldaten van de Armeense strijdkrachten zich aan de kant van de protestanten hadden geschaard, besloot Sarkisian op 23 april 2018 terug te treden.
Armenië oriënteert zich op het Westen. De Armeense Publieke Radio en Televisie is een "actief lid" van de European Broadcasting Union geworden. Hierdoor kan ze deelnemen aan onder andere het Eurovisiesongfestival.

## Betrekkingen met Nederland en België
Armenië heeft een ambassade in Nederland. Deze was tot mei 2020 gevestigd op het adres Laan van Meerdervoort 90 te Den Haag, sindsdien op het adres Johan de Wittlaan 5. De Armeens‐Nederlandse betrekkingen bestaan sinds de Armeense onafhankelijkheid in 1991.
De Armeense ambassade in België is gevestigd Montoyerstraat 28 te 1000 Brussel.

## Verkeer en vervoer
Het wegennet van Armenië is een dicht, maar slecht onderhouden netwerk. De grenzen met Azerbeidzjan en Turkije zijn gesloten vanwege het conflict om Nagorno-Karabach.

## Bezienswaardigheden
- Klooster van Khor Virab
- Kloosters van Haghpat
- Klooster van Sanahin
- Klooster van Geghard en Tempel van Garni
- Kathedraal van Echmiatsin
- Klooster van Sint Hripsime
- Kathedraal van Zvartnots

- Klooster van Noravank
- Klooster van Tatev
- Klooster van Haghartsin
- Klooster van Achtala
- Klooster van Ketsjaris
- Kloosters van Sevan

## Afbeeldingen

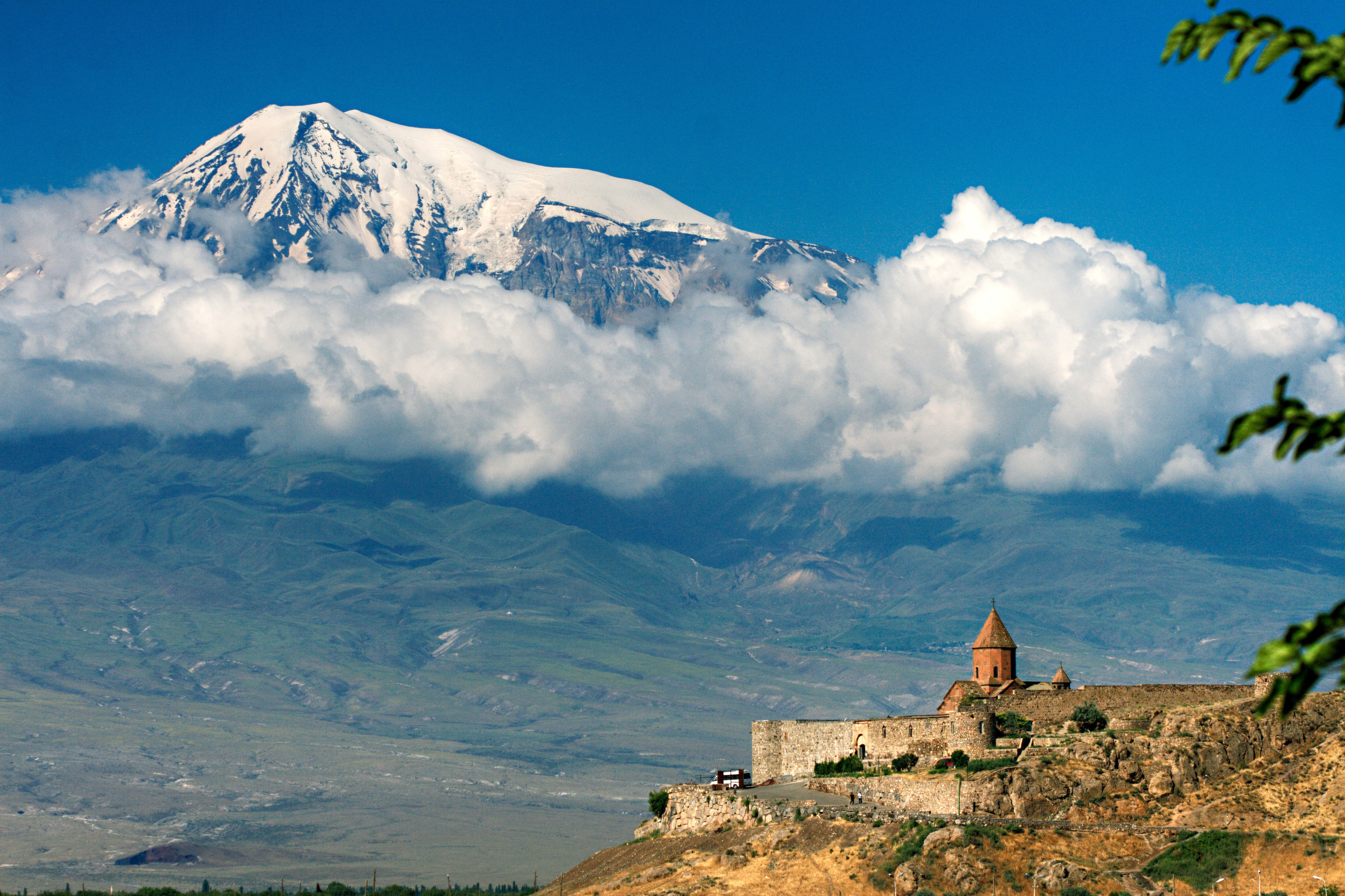
Het klooster van Khor Virab
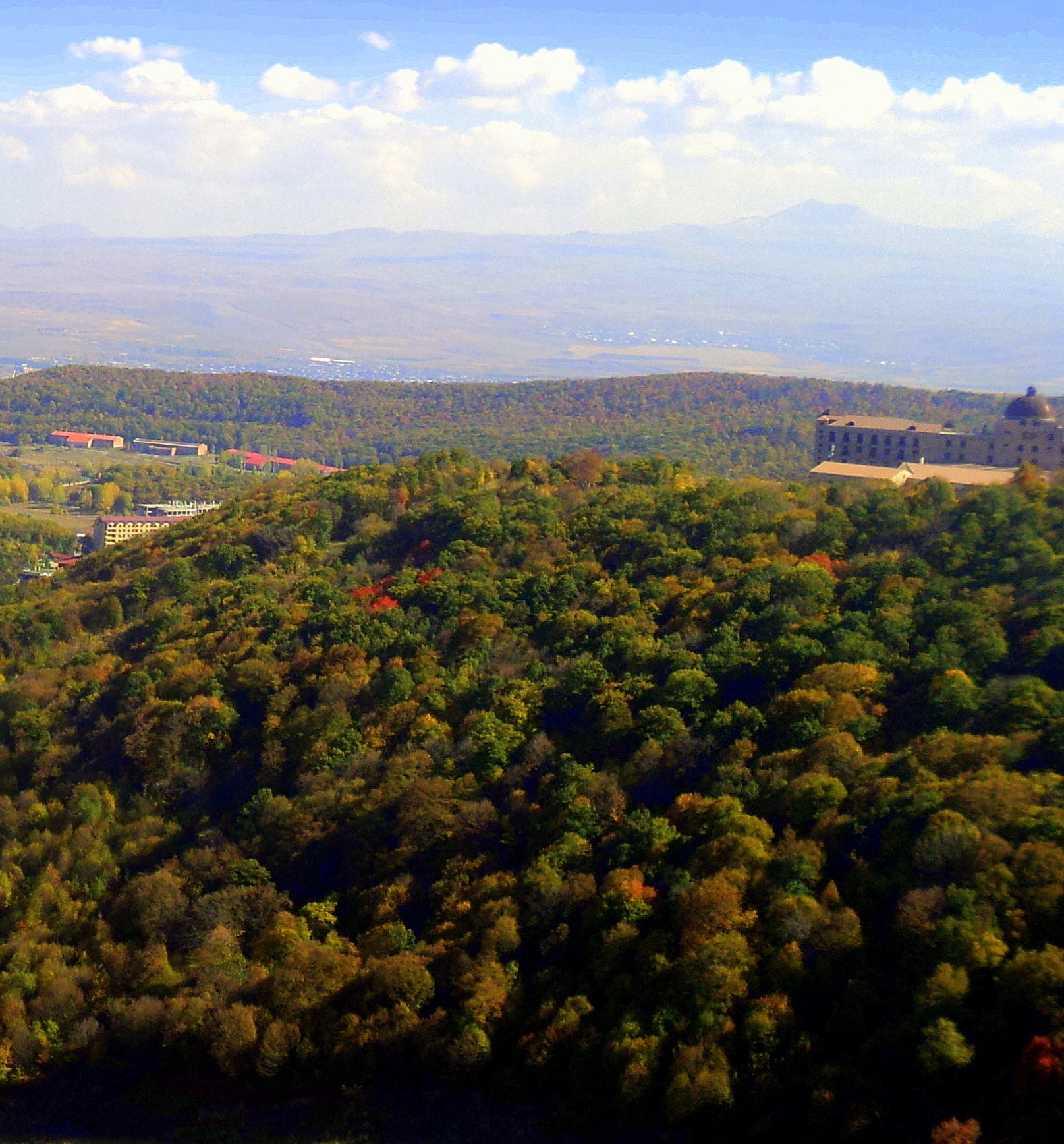
Tsachkadzor
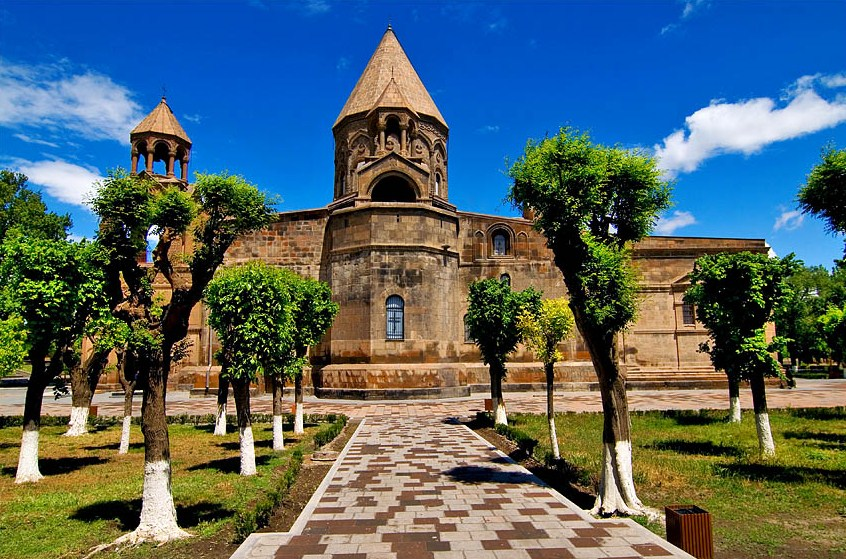
Kathedraal van Echmiatsin
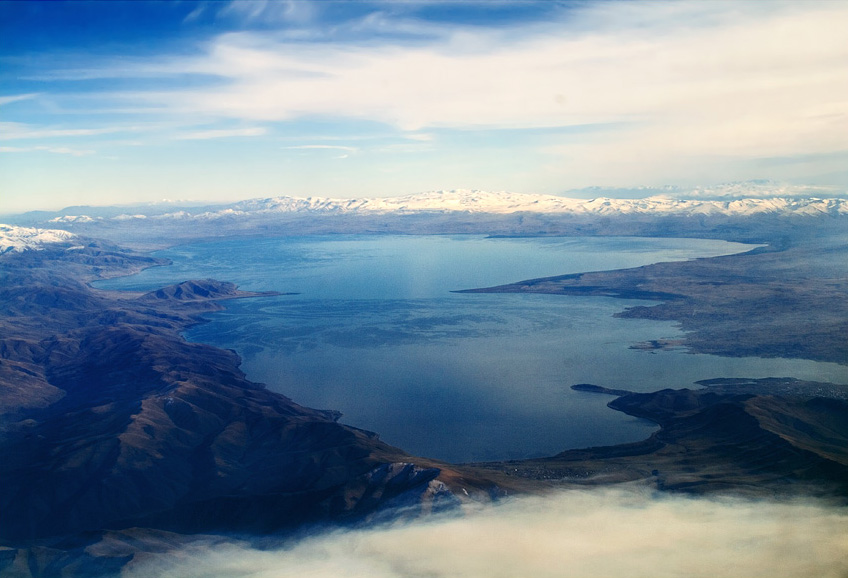
Sevanmeer, een van de hoogstgelegen meren ter wereld
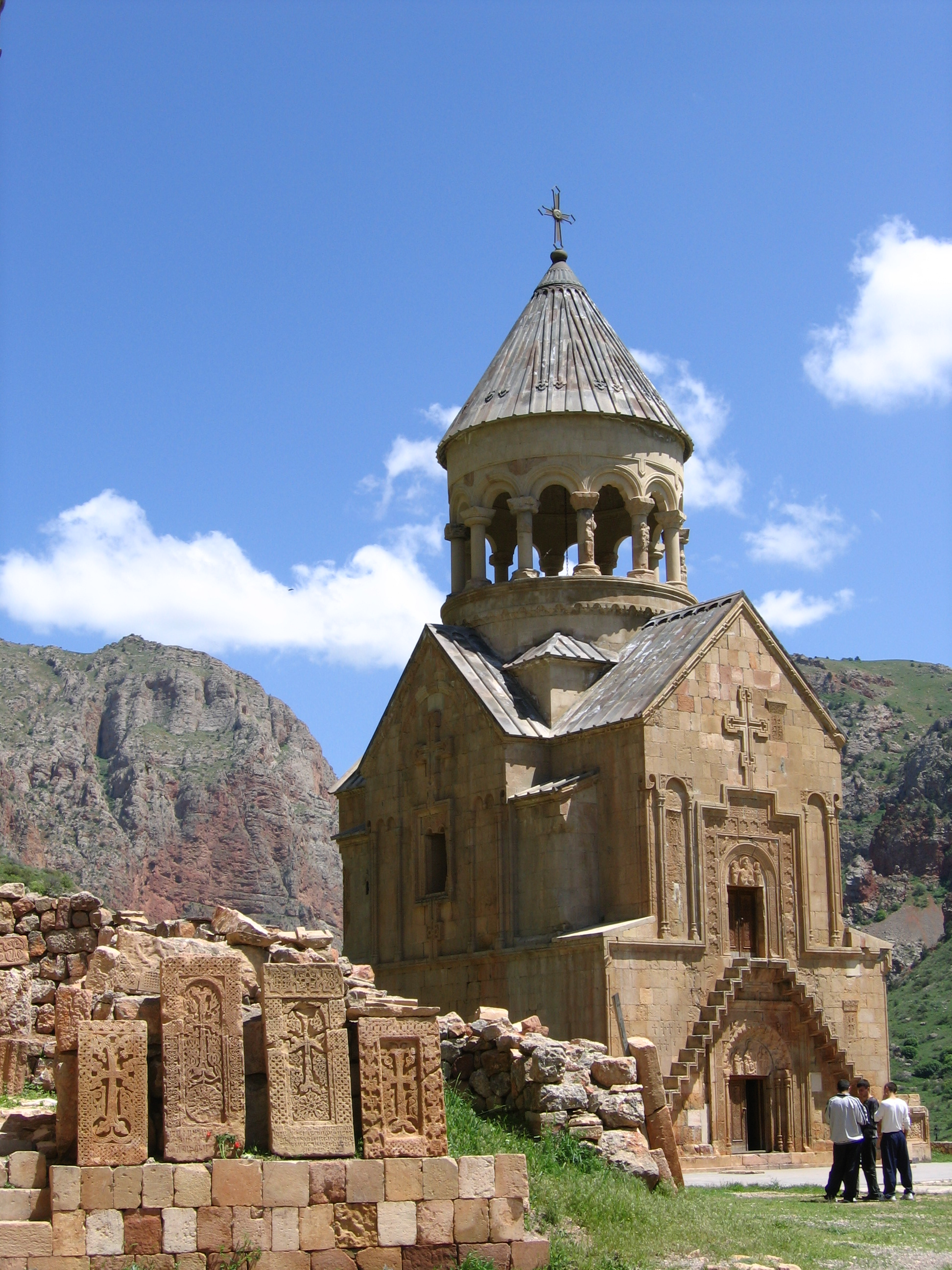
De 13e-eeuwse S. Astvatsatsin Kerk van Noravank
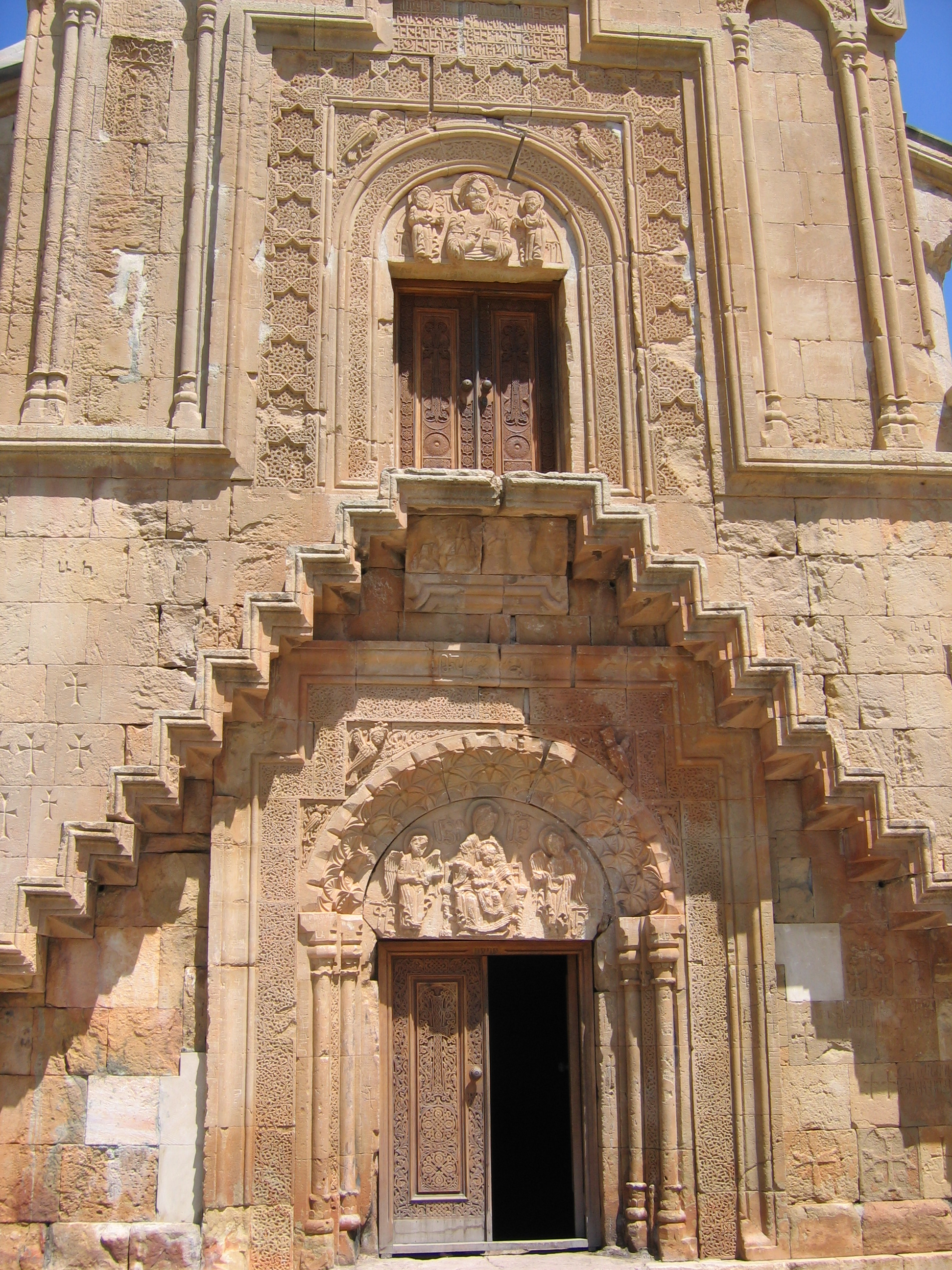
De ingang van S. Astvatsatsin Kerk
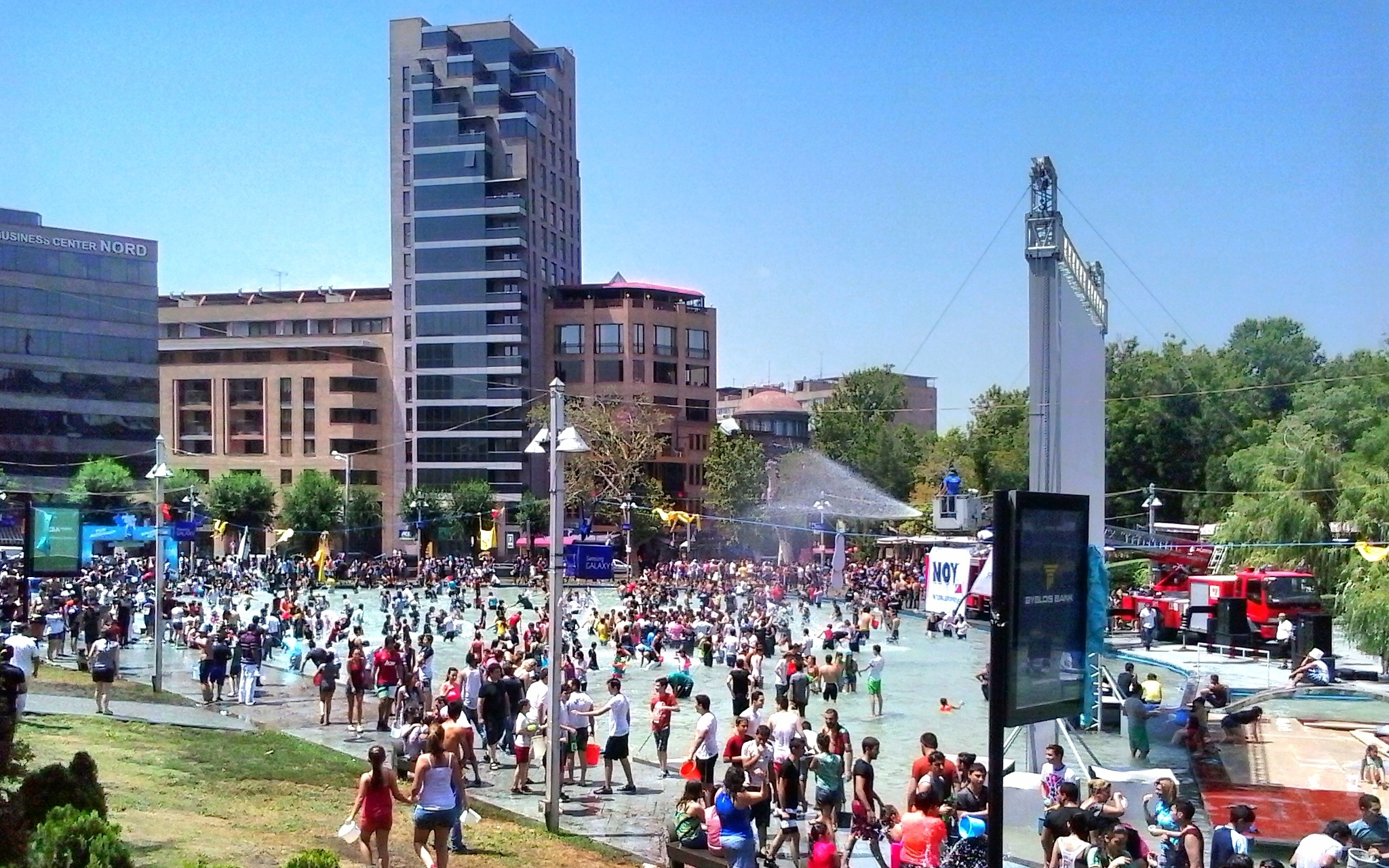
Zwanenmeer in Jerevan
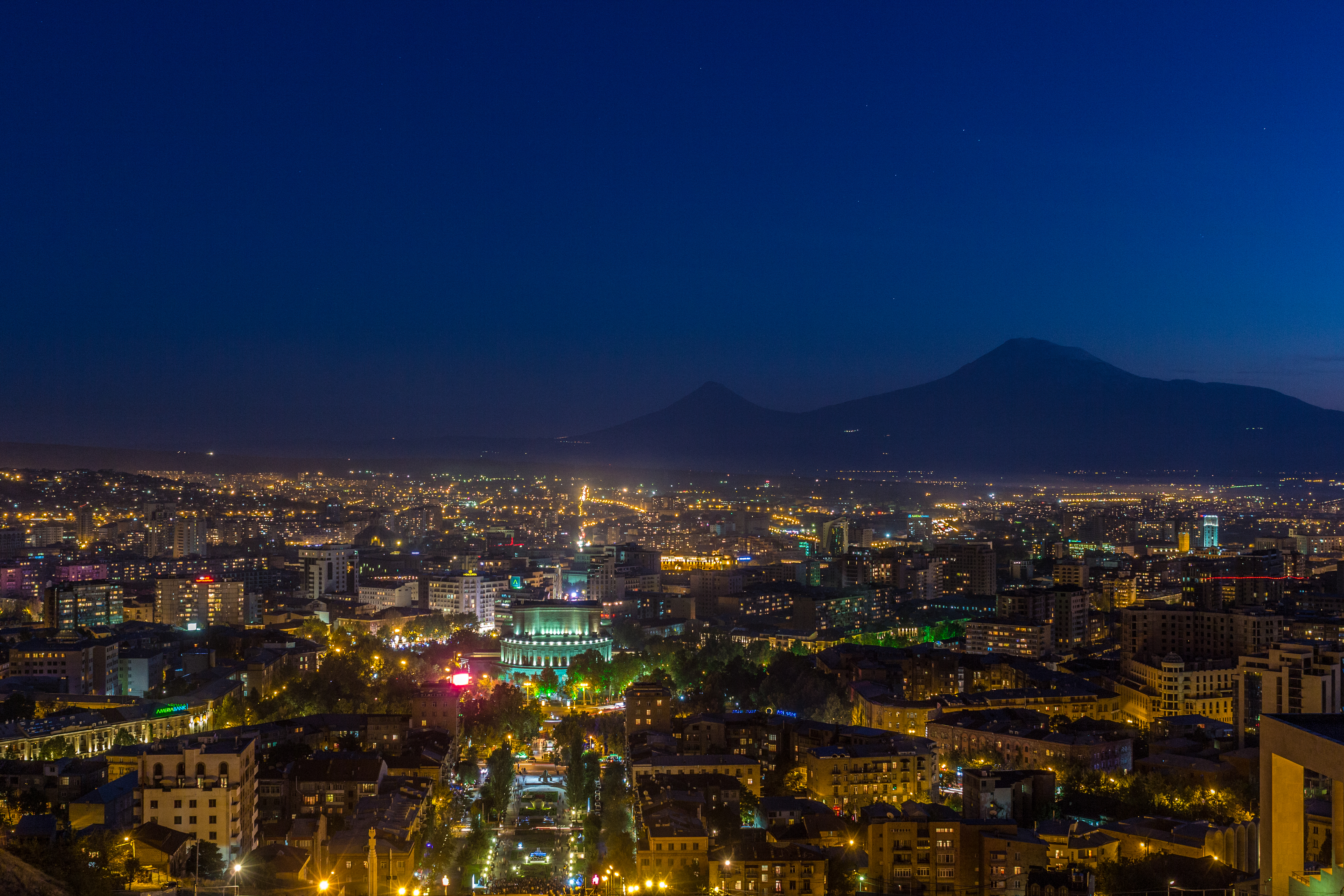
Jerevan bij nacht
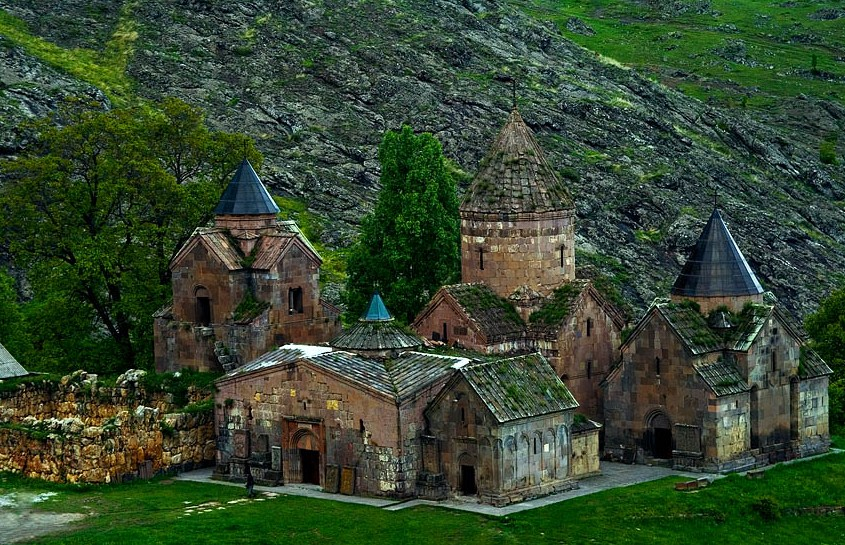
Klooster van Goshavank uit de 12e eeuw
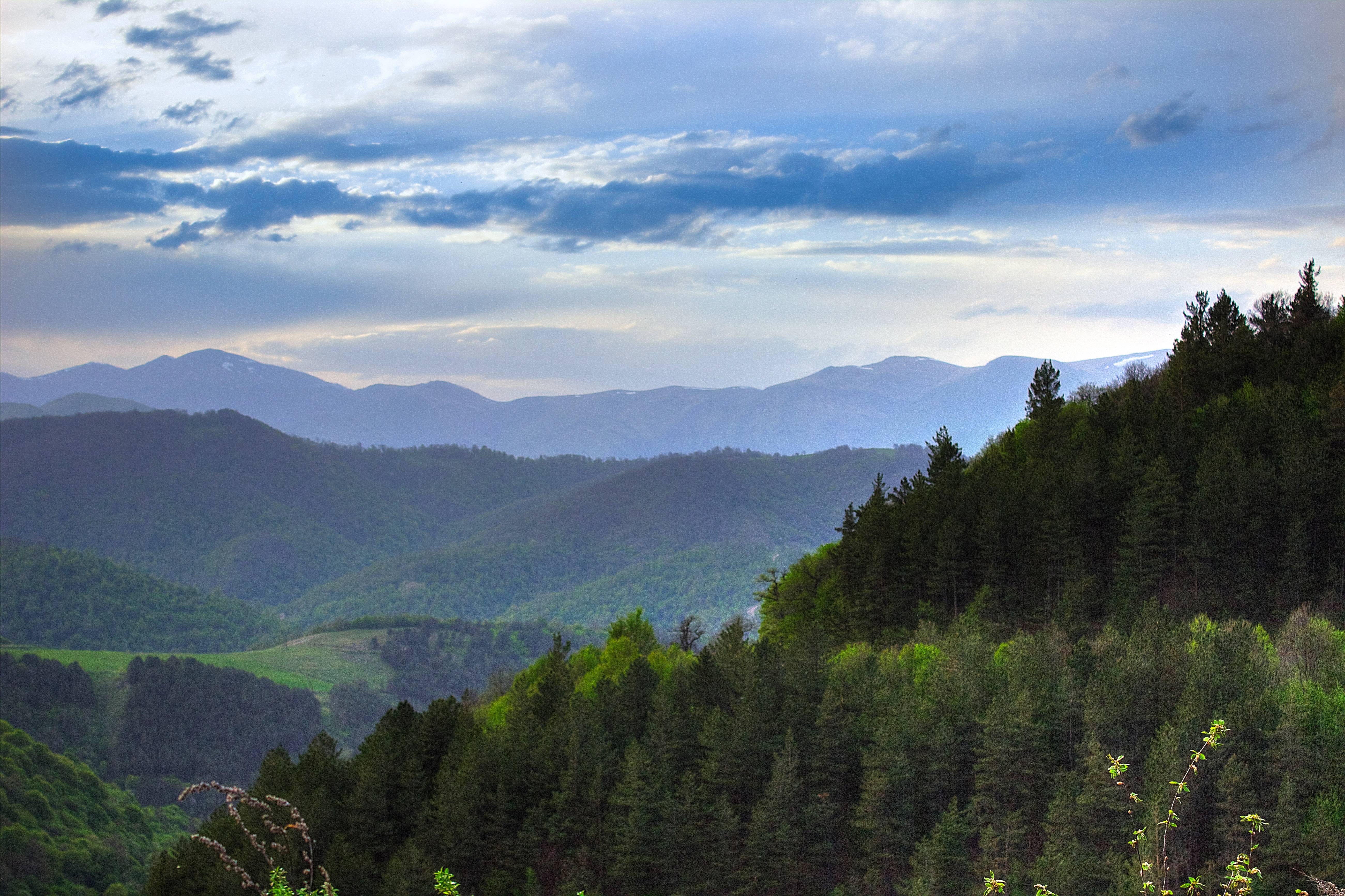
Dilijan Nationaal Park